# Blut Aus Nord
I Blut aus Nord sono un gruppo musicale black metal francese, formatosi a Mondeville nel 1994, il cui fulcro principale ruota attorno alla figura di un polistrumentista sotto lo pseudonimo di Vindsval. Il nome del gruppo, Blut aus Nord significherebbe in tedesco Sangue dal Nord ma è grammaticamente scorretto.
Concepiti principalmente come one-man band, nel corso degli anni la formazione dei Blut aus Nord si è continuamente allargata e ristretta, sebbene non è ancora chiara l'esistenza di alcuni componenti. Dall'inizio della propria carriera ad oggi, il gruppo ha vissuto una progressiva evoluzione stilistica, che li ha portati a sperimentare con e ad assobire influenze da generi musicali diversi, oltre a costruire vero e proprio pensiero filosofico che include tematiche disparate quali esistenzialismo, individualismo, teodicea, rapporto tra uomo e natura, occulto e controcultura psichedelica. L'approccio stilisco, l'immagine costruitasi attorno al mistero, la reticenza del fondatore stesso a rilasciare interviste e la riluttanza a dichiararsi parte della scena black metal, hanno contribuito a creare un'immagine particolare del gruppo stesso, al punto da essere considerato da alcuni più un progetto di arte contemporanea che un complesso musicale.

## Storia
Il gruppo si formò nel 1994 come one man band, che vedeva il fondatore Vindsval suonare tutti gli strumenti usando il nome Vlad. Dopo aver registrato due demo con questa denominazione cambiò il nome del gruppo in Blut aus Nord prima dell'uscita del disco d'esordio Ultima Thulée nel 1995. I successivi tre lavori vennero registrati avvalendosi di session man; solo recentemente il gruppo risulta composto da membri permanenti oltre a Vindsval.
Il disco che ha riscosso il maggior plauso dalla critica è stato The Work Which Transforms God, un concept album che nonostante sia soprattutto strumentale e i testi non siano stati resi noti, viene inteso come una sfida ai pregiudizi e ai preconcetti degli ascoltatori riguardo alla realtà, alla vita e a vari soggetti metafisici. The Work Which Transforms God è stato pressoché unanimemente lodato dalle riviste del settore e venne nominato da Terrorizer Magazine come uno dei top 10 album del 2003.
Nell'uscita seguente, MoRT, i Blut Aus Nord sperimentano strade diverse, il suono dell'album infatti tende ad essere molto più vicino all'avant-garde metal che al black metal. Il disco è un mix di rumori oscuri e suoni che creano un'atmosfera inquietante e tetra, inoltre le armonie dissonanti che frequentemente si intrecciano all'atonalità rendono questo lavoro poco accessibile per la maggior parte degli ascoltatori.
Nell'uscita del 2007, Odinist - The Destruction of Reason by Illumination (il sottotitolo è una citazione da Aleister Crowley), pur sembrando apparentemente simile a  MoRT, si rivela un ritorno a un black metal più tradizionale per quanto riguardi i testi e le strutture.
Vindsval, oltre ad essere il leader e fondatore del gruppo, è a capo dell'etichetta discografica underground Appease Me..., che ha tra le sue file alcuni gruppi obscure extreme metal, Blut aus Nord inclusi.

## Formazione

### Formazione attuale
- Vindsval – voce, chitarra
- W.D. Feld – batteria, tastiere, elettronica
- GhÖst – basso
- Thorns - batteria

### Ex componenti
- Ogat – basso turnista in Ultima Thulee
- Ira Aeterna – basso turnista in Fathers of the Icy Age
- Taysiah – voce turnista in The Work Which Transforms God
- Nahaim – chitarra turnista in The Work Which Transforms God

## Discografia

### Album in studio
- 1995 – Ultima Thulée
- 1996 – Memoria Vetusta I: Fathers of the Icy Age
- 2001 – The Mystical Beast of Rebellion
- 2003 – The Work Which Transforms God
- 2006 – MoRT
- 2007 – Odinist - The Destruction of Reason by Illumination
- 2009 – Memoria Vetusta II: Dialogue with the Stars
- 2011 – 777 - Sect(s)
- 2011 – 777 - The Desanctification
- 2012 – 777 - Cosmosophy
- 2014 – Memoria Vetusta III: Saturnian Poetry
- 2017 – Deus Salutis Meæ
- 2019 – Hallucinogen

### EP
- 2005 – Thematic Emanation of Archetypal Multiplicity
- 2010 – What Once Was... Liber I
- 2012 – What Once Was... Liber II
- 2013 – What Once Was... Liber III
- 2014 – Debemur MoRTi
- 2014 – Triunity

### Split
- 2004 – Decorporation 10 (con i Reverence)
- 2007 – Dissociated Human Junction (con Reverence e Karras)
- 2016 – Codex Obscura Nomina ( con gli Ævangelist)

### Demo
- 1994 - In the Mist (come Vlad)
- 1994 - Yggdrasil (come Vlad)